# Свято-Троицкая церковь (Молёбка)
Храм Святой Троицы — недействующий православный храм, расположенный в селе Молёбка, Пермского края). Был освящён в честь Святой Троицы.

## История
Здание церкви представляло собой двусветный пятиглавый четверик со срезанными углами, соединенной притвором трехъярусной колокольней со шпилем. Звон большого колокола был слышен за 20 верст. Колокола отлиты в Суксуне. В конце 1860-х годов была обнесена железной кованой оградой, кирпич на столбы пожертвовал местный купец Н. И. Маленин. По состоянию на 1912 год в храме работали 1 священник и псаломщик. Диаконная вакансия не замещается, вследствие скудности средств. Священник Михаил Оглоблин, 38 лет; Псаломщик Павел Дмитриевич Коровин, 59 лет. Жалование от казны: священник - 141 рубль, псаломщик - 47 рублей. Братский доход составлял 310 рублей, церковь имела 99 десятин земли и 3 дома. В приходе 4570 прихожан. Закрыта в 1936 году. Планировалось передать её детскому дому. Церковная ограда была перенесена к зданию местной школы (школа снесена в 1976 году). Под потолком был надстроен второй этаж, с которого ссыпали зерно на первый. Третий ярус колокольни был снесён, вместо него была сооружена четырехскатная крыша, защищавшая 2 яруса от осадков. В июне 2015 года обрушилась крыша колокольни.